# Avenida Jujuy (Tucumán)
La Avenida Provincia de Jujuy es una avenida de San Miguel de Tucumán, Tucumán, Argentina. Se extiende, como calle, en Avenida 24 de septiembre y finaliza, como avenida, en la intersección de las rutas nacionales 38 y 157. Es una de las calles que rodean el área central de la capital.

## Historia
La calle fue creada originalmente con el trazado colonial original de la ciudad en 1685 como calle de ronda del área fundacional de la ciudad, extendiéndose a su actual extensión con el ensanche de la traza urbana en 1887. Durante el siglo XX se asentaron diversas instituciones como el Teatro Alberdi, la sede del ACA Tucumán, el estadio del Club Tucumán Central y se crearon barrios como Villa Alem o Villa Amalia, entre otras.
Entre 2009 y 2013 se realizaron obras entre avenida Roca y Canal Sur, repavimentando y ensanchando la arteria vehicular en conjunto a la construcción de una platabanda central. En 2018 se inauguró un puente peatonal en la intersección de la avenida con pasaje Magallanes frente a la escuela Guillermo Griet, con el objetivo de ser utilizado por los escolares y reducir accidentes. En 2024, en marco del Plan Integral de Movilidad Urbana, se crearon carriles exclusivos para colectivos en la calle, desde su comienzo como continuación de calle Salta hasta avenida Roca.

## Sitios de interés
A lo largo de esta calle se desarrollan varios lugares de interés y emblemáticos:
- Teatro Alberdi
- Sede Automóvil Club Argentino de Tucumán
- Instituto Técnico UNT
- Club Tucumán Central
- Escuela Guillermo Griet
- Central Térmica Independencia
- Escuela Secundaria Martín Miguel de Güemes